# Levpa
Levpa – wieś w Słowenii, w gminie Kanal ob Soči. W 2018 roku liczyła 171 mieszkańców.